# Шаргей Михайло Євгенович
Михайло Євгенович Шаргей — радянський діяч, заступник голови Верховного суду Української СРР, народний комісар комунального господарства Киргизької РСР. Член ВУЦВК.

## Життєпис
З лютого 1925 року — член колегії Народного комісаріату юстиції Української СРР. У березні 1925 року — виконувач обов'язків народного комісара юстиції та прокурора УСРР.
На 1926—1927 роки — заступник голови Верховного суду УСРР.
Автор книги «Уголовно-процессуальный кодекс УССР 1927 года» (Харків, 1928).
З січня 1930 року — голова Головного концесійного комітету Української СРР.
У червні — вересні 1930 року — голова виконавчого комітету Бердичівської окружної ради.
На початку 1930-х років працював помічником прокурора Харківської області.
З вересня 1937 по 1938 рік — народний комісар комунального господарства Киргизької РСР.
Репресований. Подальша доля невідома.